# يوليوس شامبرز
يوليوس شامبرز (بالإنجليزية: Julius Chambers)‏ هو صحفي أمريكي، ولد في 21 نوفمبر 1850 في بيل فونتين في الولايات المتحدة، وتوفي في 12 فبراير 1920.